# Holmbergska parken

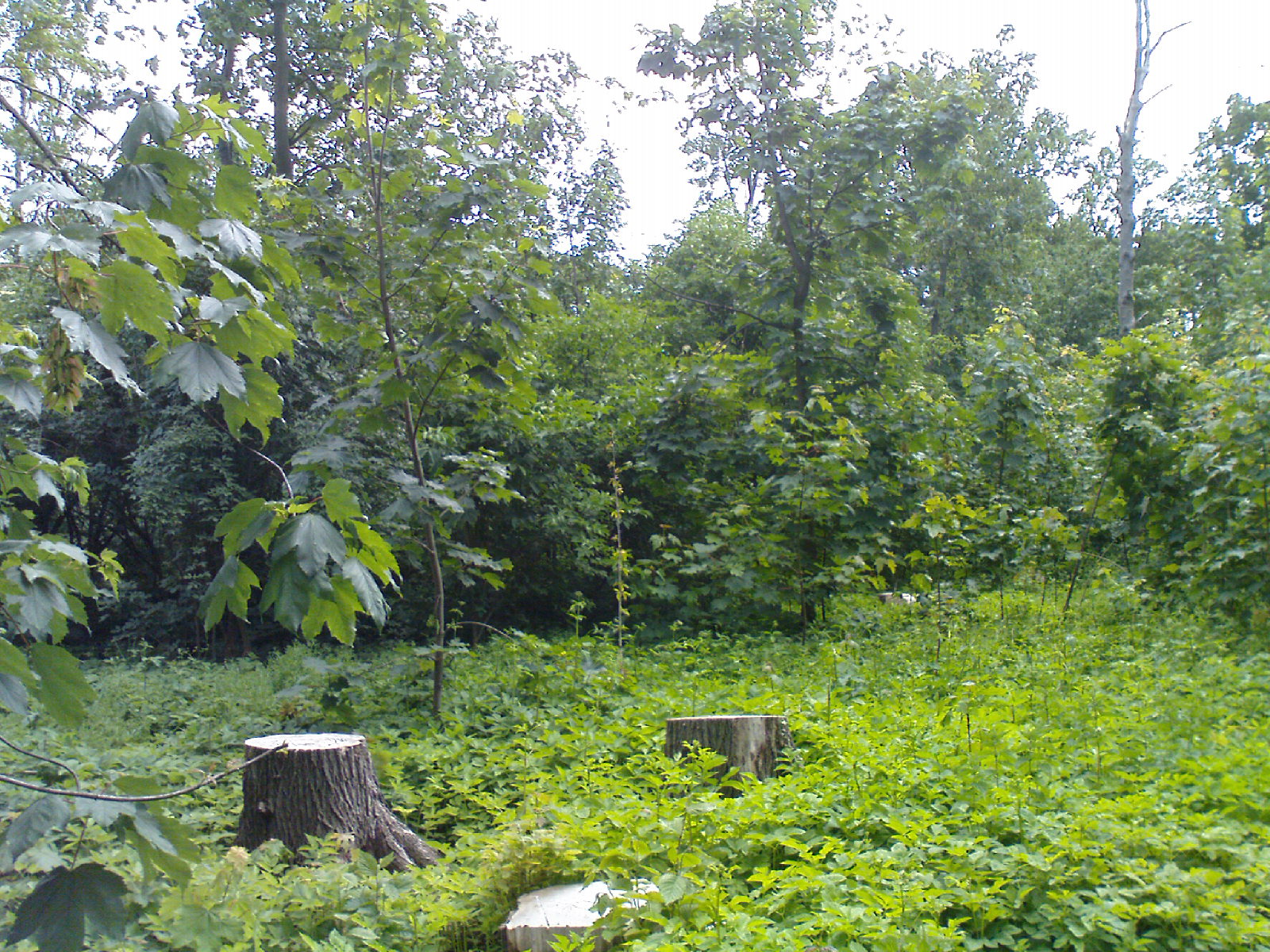
Holmbergska parken

Holmbergska parken även kallad Holmbergska tomten och Holmbergska trädgården, är en park i Lund som ligger vid Bollhuset och Fasanvägen. Holmbergska parken motsvarar östra halvan av fastighet nr 2 i Papegojelyckan, som fabrikör Carl Holmberg och Ivar Blomberg köpte 1876–77 och där Carl Holmberg lät uppföra sin sommarbostad lantegendomen Carlsro. Carlsro låg endast 700 m från Holmbergs ordinarie bostad och nära Carl Holmbergs mekaniska verkstad som låg mitt emot centralstationen. 
På vad som motsvarar västra halvan och där Carlsro låg, ligger idag ett parkeringshus. Mellan halvorna går Fasanvägen. Invid huset låg en enklare träbyggnad som senare kom att kallas trädgårdsmästarbostaden. Carlsro revs troligen senast 1909 medan trädgårdsmästarbostaden fanns kvar till 1971. Egendomen blev så småningom kringbyggd av staden och övergick till trädgårdsmästeriverksamhet, tre växthus fanns 1929 på västra delen. 1930 anlades Fasanvägen, 1962 köpte HSB en del av tomten och bebyggde den västra delen. 1971 var det fortfarande en ganska öppen trädgårdsanläggning som sedan har fått växa igen, 1983 beslutades att den förvildade parken skulle planläggas som naturpark.
2014 skrev Hanna Ericsson ett examensarbete inom landskapsarkitektur, där hon beskrev och utredde Holmbergska tomtens förutsättningar och utvecklingsmöjligheter.